# Cyclop (Schiff, 1875)
Die Cyclop (andere Quelle auch Kyklop) war ein Kanonenboot der Kaiserlichen Marine. Es wurde hauptsächlich im Auslandsdienst eingesetzt.

## Bau
Nach der Gründung des Deutschen Reiches sah sich die neu entstandene Kaiserliche Marine wachsenden Aufgaben in Übersee gegenüber. Die vorhandenen Kanonenboote der Camaeleon- und Albatross-Klasse reichten für deren Erledigung sehr bald nicht mehr aus. 1873 ergab sich jedoch die Möglichkeit, einen kostengünstigen Neubau in Auftrag zu geben, der gut erhaltene Teile der aufgrund ihres schlechten baulichen Zustandes abgewrackten Cyclop und Camaeleon verwendete.
Entsprechend beauftragte die Kaiserliche Admiralität im selben Jahr die Kaiserliche Werft Danzig mit dem Bau eines neuen Rumpfes. Der Neubau stand am 5. August 1874 zum Stapellauf bereit und erhielt den Namen seines direkten Vorgängers Cyclop. Die vollständige Ausrüstung des Schiffes dauerte bis zum Frühjahr 1875.

## Technik

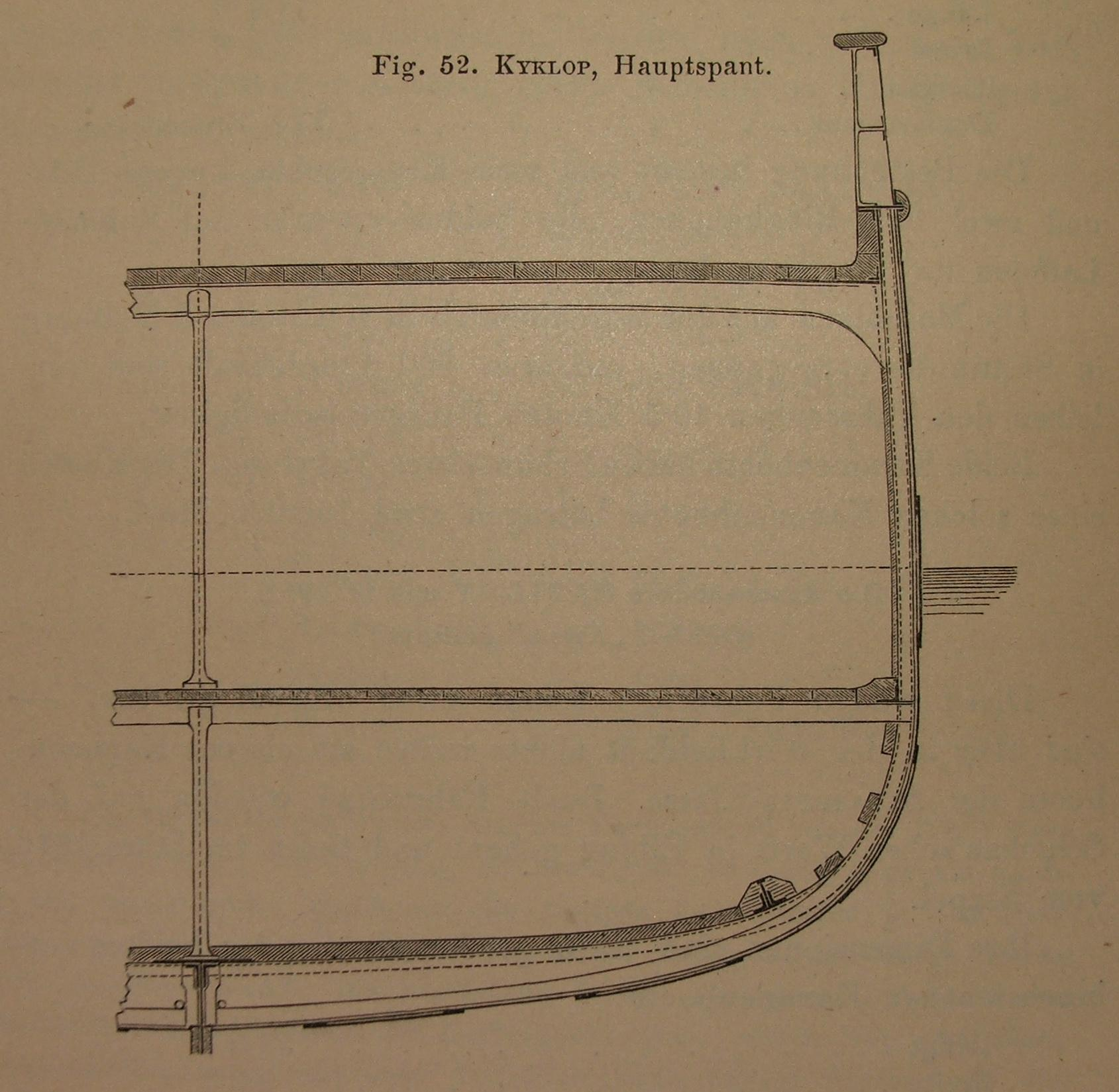
Querschnitt durch den Hauptspant der Cyclop

Der Neubau orientierte sich an der Camaeleon-Klasse, war jedoch geringfügig größer als diese. Das Schiff war 43,3 m lang und 7,0 m breit. Bei einer Maximalverdrängung von 531 t betrug der Tiefgang 3,0 m. Im Gegensatz zu den früheren Kanonenbooten erhielt die Cyclop einen eisernen anstelle des hölzernen kraweelbeplankten Rumpfes. Die Decks bestanden jedoch ebenso aus Holz (Kompositbau). Über eine zusätzliche Panzerung verfügte das Schiff nicht.

### Antriebsanlage
Das Kanonenboot erhielt eine Barktakelung mit 510 m² Segelfläche und verfügte außerdem über die Kessel- und Maschinenanlage der 1860 gebauten Cyclop. Diese bestand aus zwei liegenden einzylindrigen Dampfmaschinen, die auf eine gemeinsame Welle wirkten und eine Schraube von 1,9 m Durchmesser antrieben. Die Leistung der Maschinenanlage konnte auf 380 PSi gesteigert werden, sie verlieh dem Schiff eine Höchstgeschwindigkeit von 9,1 kn. Den nötigen Dampf lieferten zwei Kofferkessel, die über jeweils zwei Feuerungen verfügten und einen Dampfdruck von 2,0 atü erzeugten.

### Bewaffnung
Die Bewaffnung der Cyclop bestand zunächst aus zwei 12-cm-L/23-Ringkanonen, für die 165 Schuss Munition mitgeführt wurden und die eine maximale Reichweite von 5,5 km besaßen. Darüber hinaus befanden sich zwei 4-cm-Ballonkanonen an Bord. Diese stammten aus dem Deutsch-Französischen Krieg und wurden seinerzeit zur Bekämpfung französischer Freiballons eingesetzt, die die Verbindung des belagerten Paris mit dem Umland sicherstellen sollten. Die beiden Kanonen waren auf der Reling der Cyclop montiert und für die Zerstörung der Segel chinesischer Piratendschunken bestimmt. Zum Einsatz sind die Ballonkanonen jedoch nicht gekommen. Sie wurden bis 1881 durch zwei 8,7-cm-L/24-Ringkanonen ersetzt. Zusätzlich kamen drei 3,7-cm-Revolverkanonen an Bord.

## Einsatz

### Dienst in Ostasien
Die Cyclop wurde am 27. März 1875 in Dienst gestellt. Bis Anfang Mai führte das Kanonenboot Probefahrten durch. Dabei zeigte sich, dass das Schiff der Camaeleon-Klasse vergleichbar schlechte Seeeigenschaften besaß, sehr nass war und stark schlingerte. Nach Abschluss der Probefahrten wurde die Cyclop für ihren ersten Einsatz in Ostasien ausgerüstet und verließ am 9. Mai 1875 die deutschen Gewässer. Am 17. Juli traf das Schiff in Singapur ein und erhielt den Befehl, dem siamesischen König einen Besuch abzustatten. Am 9. August fand in Hongkong ein Treffen mit der Ariadne sowie der Hertha statt.
Nachdem am 27. September der chinesische Besatzungsteil des Flensburger Schoners Anna vor Futschau den Kapitän und den Steuermann ermordet hatte und das Schiff auf Strand setzte, wo es von der Bevölkerung vollständig geplündert wurde, begann die Cyclop umgehend mit der Suche in den zahlreichen Buchten. Es wurden sowohl der Schoner als auch ein Teil der Ladung gefunden, außerdem die Mörder und die Plünderer bestraft. Geplante weitergehende Maßnahmen wurden durch die deutsche Gesandtschaft in Peking untersagt. Dies führte letztlich zur Regelung der Befugnisse der in Ostasien operierenden deutschen Kriegsschiffe durch den Chef der Admiralität, Admiral Albrecht von Stosch.
Im Februar und März 1876 besuchte die Cyclop die Insel Typinsan. Anfang Juli 1873 strandete der deutsche Schoner R. J. Robertson während eines Taifuns auf einem Riff vor der Insel. Einige Bewohner des Dorfes Ueno setzen trotz des schlechten Wetters Boote aus, retteten die acht Schiffbrüchigen und bemühten sich um die Bergung des Schiffsinventars, ohne dafür angebotene Gegenleistungen anzunehmen. Im Februar 1874 erteilte Kaiser Wilhelm I. daher den Befehl, als sichtbares Zeichen der Anerkennung und des Dankes ein Denkmal auf der Insel zu errichten. Die Cyclop kam nun diesem Befehl nach. Am 22. März 1876 wurde das Denkmal fertiggestellt. Auf der Grundlage des Tagebuches Eduard Hernsheims, des Kapitäns der R. J. Robertson, wurde das Buch Der Untergang des Deutschen Schooners „R. J. Robertson“ und die Aufnahme der Schiffbrüchigen auf der Insel „Typinsan“ veröffentlicht, von dem bereits 1881 die zweite Auflage erschien. 1936 fand zum 60. Jahrestag der Einweihung eine Gedenkfeier statt, anlässlich derer die japanische Post einen Sonderstempel herausgab. 1972 sollte das Denkmal versetzt werden, jedoch war sein Zustand derart schlecht, dass es durch eine Replik ersetzt werden musste. Bei deren Enthüllung übergab der deutsche Botschafter Spenden der Bundesrepublik Deutschland in Höhe von 10.000 DM sowie der Hansestadt Hamburg in Höhe von 3.000 DM. Vor dem Hintergrund dieser Ereignisse entstand ab 1995 der Themenpark Deutsches Kulturdorf Ueno auf der Insel.
Am 24. März 1876 verließ die Cyclop Typinsan wieder und begab sich nach Hongkong, wo ein erneutes Treffen mit der Hertha und der Ariadne stattfand. Nachdem auch die Vineta eintraf, fand die Kommandoübergabe über die in Ostasien stationierten Schiffe von Eduard Knorr an Alexander von Monts statt. Während die Hertha und die Ariadne anschließend die Heimreise antraten, wurden die vier verbleibenden Schiffe, neben der Cyclop und der Vineta noch die Luise und die Nautilus, zu einem Geschwader zusammengefasst. Für die Cyclop begann nun eine rege Reisetätigkeit im ostasiatischen Stationsgebiet, besonders im Gelben Meer. Es wurden viele der großen Hafenstädte angelaufen, aber auch Fahrten auf den großen Flüssen bis nach Sibirien unternommen. Weiterhin stellte die Kartographierung verschiedener Küstengebiete einen wichtigen Aufgabenbereich dar. Während der Wintermonate hielt sich das Kanonenboot zumeist in Tientsin auf.
Aufgrund dieser jahrelangen ununterbrochenen Tätigkeit wurde Ende 1880 eine Grundreparatur nötig, die jedoch wegen überhöhter Preise nicht von ausländischen Werften durchgeführt werden sollte. Die Cyclop trat daher am 1. Januar 1881 die Heimreise an und traf am 28. April in Kiel ein. Die dortige Kaiserliche Werft begann kurz darauf mit der Reparatur.

### Fischereischutz und Nahost-Einsatz
Die Cyclop konnte am 1. April 1882 wieder in Dienst gestellt werden. Zunächst wurde sie für den Fischereischutz in der Nordsee eingesetzt. Am 7. August erhielt das Kanonenboot den Befehl, sich ins östliche Mittelmeer zu begeben. Dort waren infolge des Aufstandes um Ahmed Urabi Pascha deutsche Staatsbürger und Wirtschaftsinteressen bedroht. In den ägyptischen Gewässern waren zu diesem Zeitpunkt bereits die Habicht, die Gneisenau, die Nymphe sowie die Möwe anwesend, dennoch wollte man ein flachgehendes Schiff dorthin entsenden.
Die Cyclop traf am 2. Oktober 1882 in Port Said ein, nachdem während der Ausreise ein Maschinenschaden eingetreten war und eine Verzögerung erzwungen hatte. Sie verblieb bis zum Januar 1883 in Alexandria, um in der Folge Prinz Friedrich Karl Nikolaus von Preußen von Sues nach El-Tor an der Westküste der Halbinsel Sinai zu bringen. Drei Mann der Besatzung begleiteten den Prinzen auf seiner Reise an Land zurück nach Sues. Dort nahm die Cyclop ihn wieder an Bord und brachte ihn nach Jaffa, wo das Schiff am 19. Februar 1883 ankam. Da sich die Lage in Ägypten beruhigt hatte, erhielt das Kanonenboot am 1. Mai den Rückreisebefehl und traf am 21. Juli in Wilhelmshaven ein.
Am 19. August 1883 nahm die Cyclop den Fischereischutz wieder auf und setzte ihn bis zu ihrer Außerdienststellung am 16. Oktober fort. Im Folgejahr musste diese Aufgabe erneut übernommen werden, da es zu Übergriffen britischer Fischer auf deutsche Fischereifahrzeuge kam. Im August und September war das Kanonenboot an den Herbstmanövern der Flotte beteiligt.

### Dienst in Kamerun
Obwohl die Cyclop auch im Jahr 1885 für den Fischereischutz vorgesehen war, sah sich die Admiralität aufgrund des Mangels an kleineren Kriegsschiffen in den deutschen Schutzgebieten in Westafrika gezwungen, das Kanonenboot dorthin zu entsenden. Für dieses neue Einsatzgebiet wurde die Klimatisierung des Schiffs verbessert. Die Cyclop trat am 23. April 1885 die Ausreise an und erreichte am 6. Juli Duala. Es folgten mehrere Kreuzfahrten entlang der Küste Kameruns, wobei kartographische Vermessungen durchgeführt wurden.
Die Besatzung litt immer wieder unter den schwierigen klimatischen Bedingungen. Mehrere Besatzungsmitglieder fielen der Malaria zum Opfer. Für die Versorgung der Kranken diente zunächst ein provisorisches Lazarett, das später über ein aus Deutschland entsandtes, zerlegbares Gebäude als Unterkunft verfügte. Diese Erfahrungen führten dazu, dass die Besatzung bereits nach einem anstatt, wie sonst üblich, nach zwei Jahren gewechselt wurde. Die Truppentransporte übernahm dabei die Luise, da seinerzeit noch kein regelmäßiger Linienverkehr nach Kamerun bestand.

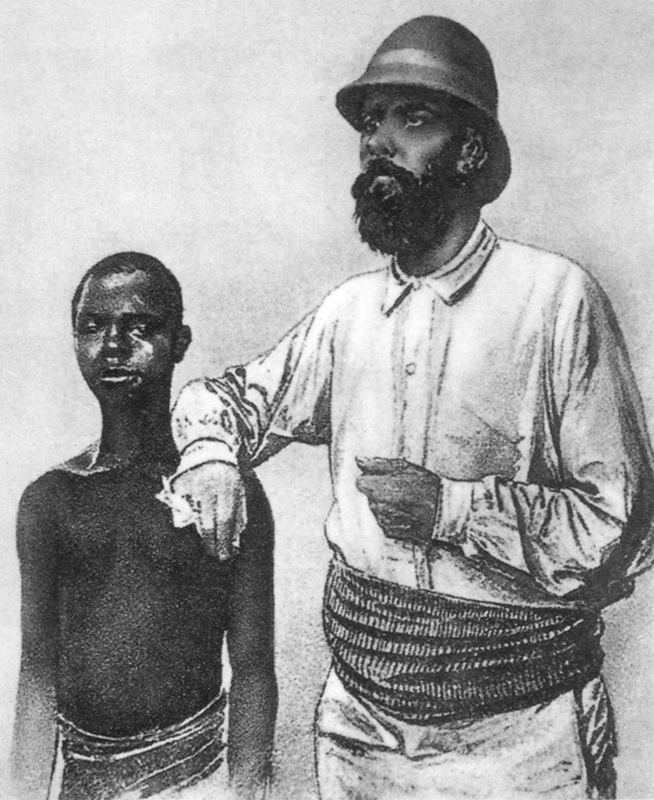
Richard Kund

Nach einer kleineren Reparatur, die im Januar 1886 in Luanda durchgeführt wurde, war die Cyclop im Februar an der Unterdrückung von Unruhen beteiligt und nahm im Juni an der Grundsteinlegung des Sitzes des ersten Gouverneurs von Kamerun, Julius von Soden, teil. Vom 10. bis zum 16. September fand zur Erholung der Besatzung ein Besuch auf St. Helena statt, wo Gedenkstätten für Napoleon Bonaparte besichtigt wurden. Anfang Oktober ließ Kapitänleutnant Stubenrauch das Kanonenboot in der Wouri-Mündung trockenfallen, um Reparaturen an der Außenhaut der Cyclop durchführen zu können. Im Dezember wurde ein erneuter Werftaufenthalt in Luanda notwendig.
Im April und Mai 1887 war die Cyclop an der Übergabe Bonnys im Zuge eines Gebietsaustausches an Großbritannien beteiligt. Mitte des Jahres 1888 stellte das Schiff eine Bedeckungsmannschaft für eine von Richard Kund und Hans Tappenbeck geführte Expedition ins Hinterland Kameruns, während der Anfang 1889 die Station Jaunde – heute unter dem Namen Yaoundé Hauptstadt des Landes – gegründet wurde. Im Herbst kam es im Gebiet der Batanga zu lokalen Unruhen, zu deren Unterdrückung die Cyclop eingesetzt wurde.
Aufgrund der inzwischen stark verschlissenen Maschinenanlage – es konnte mit ihr nur noch eine Geschwindigkeit von rund 2 kn erreicht werden – und der Unrentabilität einer erneuten Grundreparatur wurde die Cyclop am 1. November 1888 in Duala außer Dienst gestellt. Zuvor hatte sie die Geschütze, die Munition und weitere Ausrüstung an ein nach Deutschland fahrendes Frachtschiff abgegeben. Die Streichung aus der Liste der Kriegsschiffe war interessanterweise bereits vor der Außerdienststellung am 25. September erfolgt.

## Verbleib

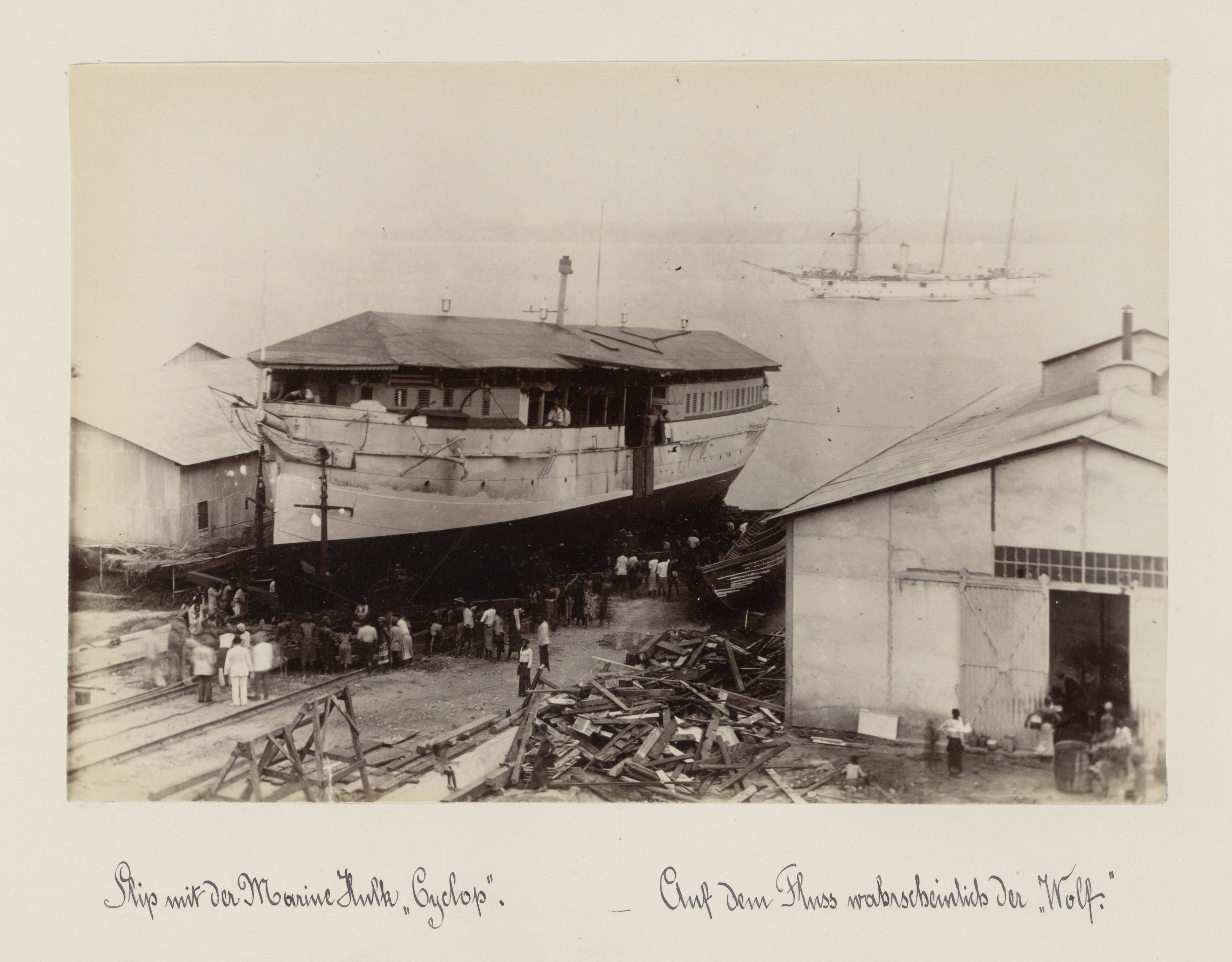
Die Cyclop als Hulk in der Werft (Kamerun, um 1899).

Die Cyclop verblieb als Lazarett-, Magazin- und Werkstatthulk in Kamerun. Sie erhielt eine ständige Besatzung, die aus einem Deckoffizier sowie einigen Matrosen bestand. Die Maschinenanlage und die Masten wurden im Jahr 1900 entfernt. Das Schiff wurde nach Ausbruch des Ersten Weltkriegs und der Besetzung Kameruns durch Großbritannien von den Briten beschlagnahmt, verkauft und in der Folge abgewrackt.

## Kommandanten
| 27. März bis Mai 1875              | Korvettenkapitän Arendt             |
| Mai 1875 bis August 1877           | Kapitänleutnant Ernst von Reiche    |
| August 1877 bis November 1878      | Kapitänleutnant Victor Cochius      |
| November 1878 bis 5. Mai 1881      | Kapitänleutnant Hugo von Schuckmann |
| 1. April 1882 bis 16. Oktober 1883 | Kapitänleutnant Kelch               |
| 25. März bis 30. September 1884    | Kapitänleutnant Richard Hornung     |
| 14. April 1885 bis November 1886   | Kapitänleutnant Felix Stubenrauch   |
| November 1886 bis November 1887    | Kapitänleutnant von Halfern         |
| Dezember 1887 bis 1. November 1888 | Kapitänleutnant Hermann Schneider   |